# Ємек

Ареал проживання веймо.

Ємек (кит.: 濊貊) — давній тунгусомовний народ або група народів, що мешкала на початку нашої ери на території між Маньчжурією (північний схід КНР) і північною Кореєю (північний схід КНДР). До цієї групи належали народи пуйо та когурьо.